# 500 lire "Olimpiadi di Barcellona"
La moneta da 500 lire "Olimpiadi di Barcellona"  è stata emessa in argento nel 1992 per commemorare i Giochi olimpici di Barcellona.

## Dati tecnici
Al dritto è raffigurato a destra un volto muliebre laureato di fronte, mentre in basso a sinistra è rappresentato l'ovale stilizzato dello stadio, sotto il quale si legge la firma dell'autrice Uliana Pernazza; in giro è scritto "REPVBBLICA ITALIANA".
Al rovescio al centro è raffigurato il portale dello stadio olimpico di Barcellona; sotto si trova una raffigurazione stilizzata dello stadio medesimo sotto cui corre la legenda "BARCELLONA"; più in basso è posto il segno di zecca R. A sinistra si trovano l'indicazione del valore e, sotto di essa, una stella e i cinque cerchi olimpici; la data invece è indicata nel campo, a sinistra. In giro è riportata la legenda "XXV OLIMPIADE".
Nel contorno: ornato con stelle e acronimo "R. I." in rilievo ripetuto tre volte
Il diametro è di 29 mm, il peso è di 11 g e il titolo è di 835/1000
La moneta è presentata nella duplice versione fior di conio e fondo specchio, rispettivamente in 48.040 e 12.000 esemplari. La tiratura complessiva è di 60.040 esemplari